# إلبوالو
إلبوالو (بالإنجليزية: El Boalo)‏ هي بلدية ومدينة في منطقة الحكم الذاتي وتقع في منطقة مدريد في وسط إسبانيا. تبلغ مساحة هذه المدينة 39.59 (كم²)، ويبلغ عدد سكانها 7037 نسمة حسب إحصاء سنة 2012 م.

## وصلات خارجية
- village website